# Фареберсвиллер
Фареберсвиллер (фр. Farébersviller) — коммуна на северо-востоке Франции, регион Гранд-Эст (бывший Эльзас — Шампань — Арденны — Лотарингия), департамент Мозель. Относится к кантону Фремен-Мерлебак. 

## Географическое положение

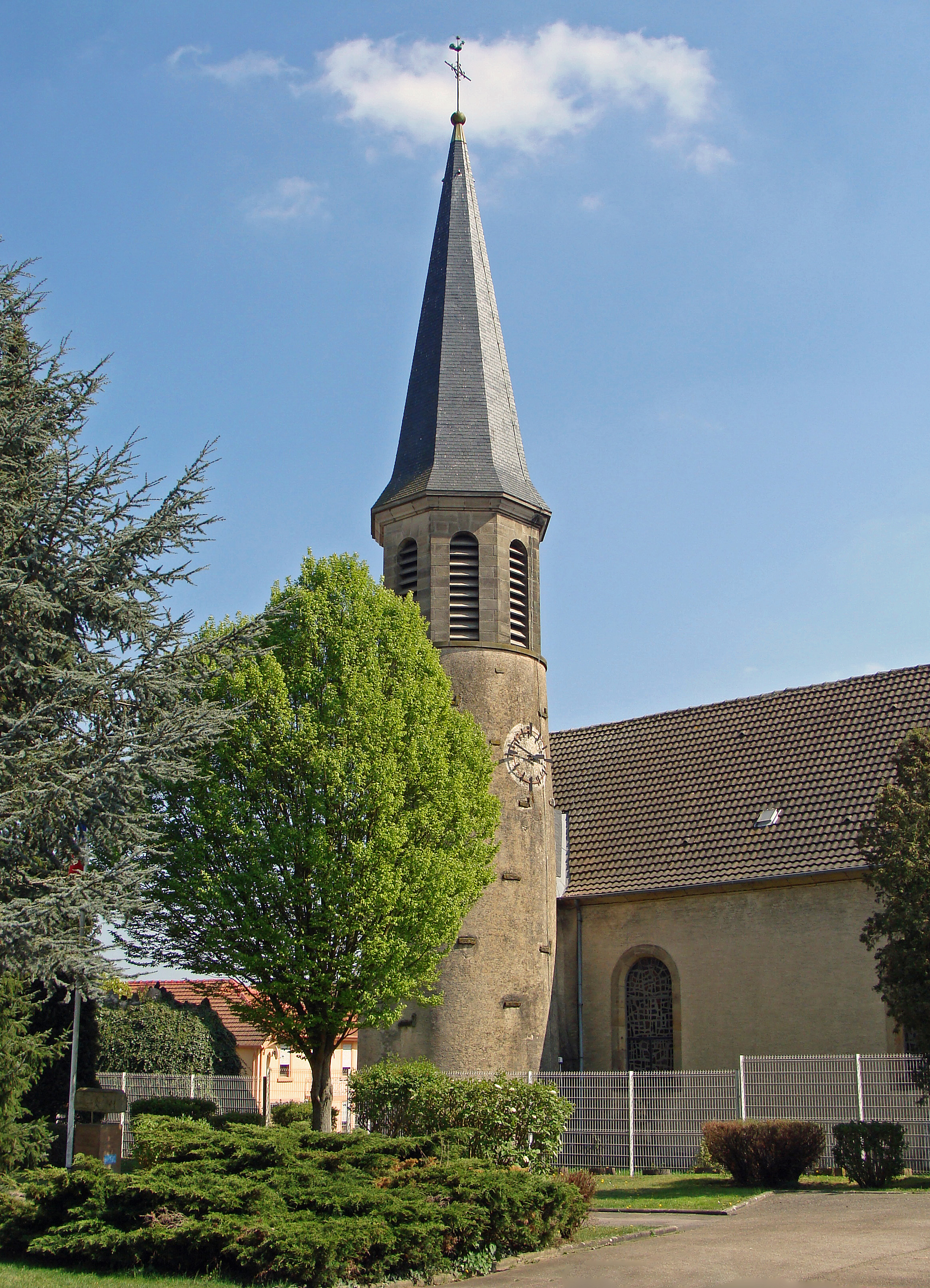
Фареберсвиллер. Церковь Сен-Жан-Батист.

Фареберсвиллер расположен в 330 км к востоку от Парижа и в 50 км к востоку от Меца. Состоит из двух частей: деревня на юге и промышленный город на севере.

## История
- В средние века принадлежал сеньорату Омбург-Сент-Авольд. В 1581 году перешёл к герцогу Лотарингскому. В 1766 году вместе с Лотарингией вошёл в состав Франции.
- В 1871—1918 годы входил в Германию как часть Мозеля.

## Демография
По переписи 2011 года в коммуне проживало 5 644 человека. 

## Достопримечательности
- Следы галло-романской культуры.
- Церковь Сен-Жан-Батист (1757-1767).
- Церковь Сент-Терез.
- Часовня Сент-Антуан.